# Higinio Formigós Latorre
Higinio Formigós Latorre (? - Madrid, 7 de febrer de 1930) fou un metge i polític valencià. Llicenciat en medicina, exercia la seva professió a la ciutat d'Alacant i va ser gerent del diari Eco de Levante. Alhora milità políticament en el Partit Liberal-Demòcrata de José Canalejas y Méndez, amb el qual fou president de la Junta d'Obres del Port d'Alacant (1911) i president de la Diputació d'Alacant entre octubre de 1911 i maig de 1913. Va donar suport al projecte de Llei de Mancomunitats Provincials elaborada pel mateix Canalejas.
Entre altres condecoracions, a Espanya va rebre la Gran Creu de l'Orde d'Isabel la Catòlica, i a França fou guardonat com a oficial de l'Orde de les Palmes Acadèmiques i cavaller de la Legió d'Honor.